# CT.10 (Vietnam)

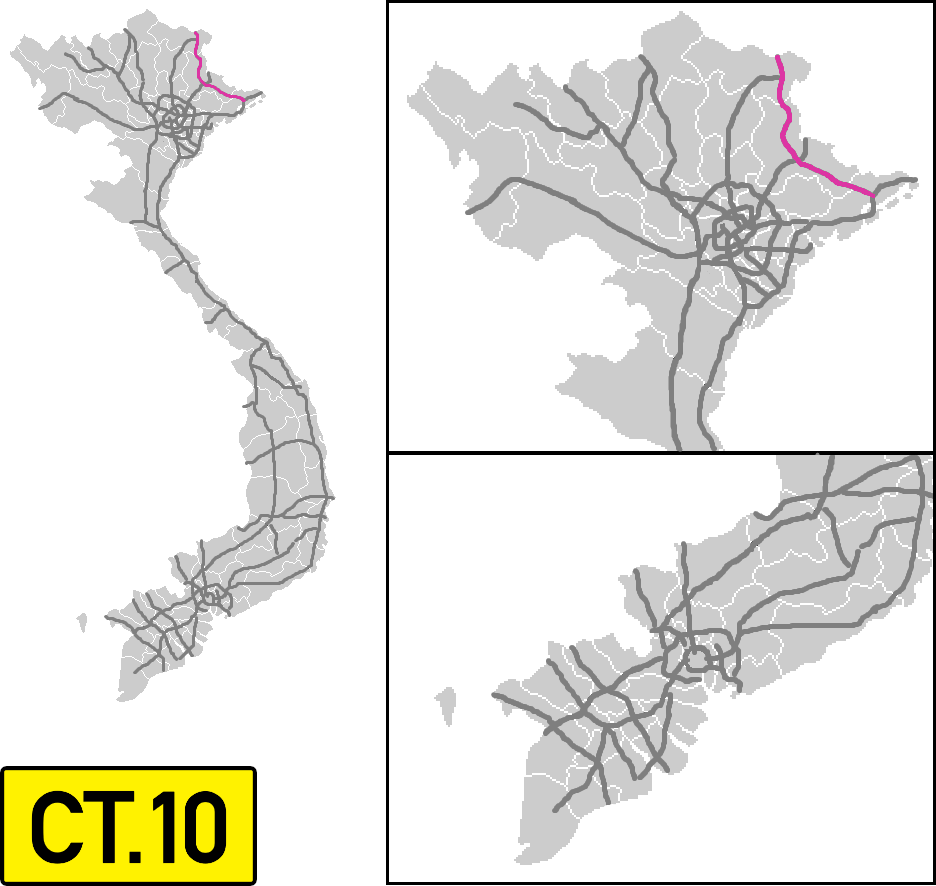
De CT.10

De CT.10 of Đường cao tốc Tiên Yên – Lạng Sơn – Cao Bằng (Tien Yen–Lang Son–Cao Bang Expressway) is een geplande (2024) autosnelweg in Vietnam. De autosnelweg wordt 215 kilometer lang en verbindt dan Tiên Yên met Lạng Sơn en Cao Bằng. De CT.10 zal aansluiten op de Chinese autosnelweg G69.
CT.01 ·
CT.02 ·
CT.03 ·
CT.04 ·
CT.05 ·
CT.06 ·
CT.07 ·
CT.08 ·
CT.09 ·
CT.10 ·
CT.11 ·
CT.12 ·
CT.13 ·
CT.14 ·
CT.15 ·
CT.16 ·
CT.17 ·
CT.18 ·
CT.18 ·
CT.19 ·
CT.20 ·
CT.21 ·
CT.22 ·
CT.23 ·
CT.24 ·
CT.25 ·
CT.26 ·
CT.27 ·
CT.28 ·
CT.29 ·
CT.30 ·
CT.31 ·
CT.32 ·
CT.33 ·
CT.34 ·
CT.35 ·
CT.36 ·
CT.37 ·
CT.38 ·
CT.39 ·
CT.40 ·
CT.41 ·
CT.42